# Тихомир Ђорђевић
Тихомир Ђорђевић (Књажевац, 19. фебруар 1868 — Београд, 28. мај 1944) био је српски етнолог, фолклориста, културни историчар, универзитетски професор и академик.

## Биографија
Рођен је у патријахалној породици. Отац Раја је служио као свештеник у Брестовцу и Лужану код Алексинца. О детињства се налазио у непосредном додиру са селом и народом, што је утицало да се још од младости, па све до смрти посвети проучавању народа, његова живота и културе.
Завршио је историјски-филолошки одсек Велике школе у Београду, а затим је студирао у Бечу и Минхену, где је докторирао 1902. године. Издавао је Караџић (часопис).
Ђорђевићев опус је велики - број његових радова је око седам стотина. Ђорђевићева интересовања била су веома широка и различита и крећу се од детаљних анализа народног живота Срба, преко етнографских истраживања живота других народа у Србији (Рома, Влаха, Цинцара, Грка, Черкеза итд), до фолклористичких и социолошких студија не само Србије, већ и Балкана.
Први је систематизовао и извршио општу класификацију народних игара и дао теоријске и историјске погледе на народне игре релевантне за време у којем је радио. Поставио је и разрадио методска упутства за сакупљаче и описиваче народних игара. Одржавајући је сталне везе с колегама из иностранства, била му је доступна најважнија литература тадашњих прегалаца на пољу етнологије и фолклористике. Имао је добар увид у најновије научне правце, посебно је добро познавао тадашњу немачку етнолошку литературу, у којој је народна игра разматрана из више углова. Захваљујући њему и подршци коју је добијао од колега из иностранства, крајем 19. века стварени су услови за сакупљање народних игара у најширем њиховом значењу. Расправу и класификацију народних игара је објавио у књизи „Српске народне игре” (као девету књигу Српског етнографског зборника 1907. године). Она представља незаобилазно дело у проучавању народних игара у ширем смислу речи. До објављивања овог дела Ђоршевић није објавио ниједан чланак у издањима Српске краљевске академије наука у Београду, и тек након његове објаве је успоставио тешњи контакт са академијом, коју је иначе веома уважавао.
Иако није био антрополог, први је научник у нас који је експлицитно указао на значај палеоантропологије за историју и етнологију. Године 1908. је кроз рад Незнано гробље у Жагубици, показао да су стара гробља, некрополе, извор примарних података за многе науке. У књизи Ђорђевић наглашава да подаци, до којих се долази изучавањем скелета и гробних прилога, практично представљају једини извор елемената о грађи, изгледу и начину живота људи у одређеном периоду прошлости.
Изабран је за дописног члана Српске краљевске академије 19. фебруара 1921, а за редовног 16. фебруара 1937 – приступну беседу је прочитао 2. јануара 1938.
Најважнија дела:
- Из Србије кнеза Милоша, I и II, 1922-1924
- Цигани у Србији, докторска дисертација
- Наш народни живот, I-X